# Sufrágio feminino no Canadá

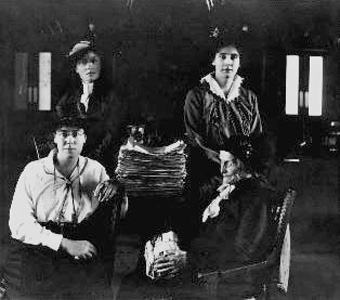
Apresentação da petição da Political Equality League para a emancipação das mulheres, Winnipeg, 23 de dezembro de 1915

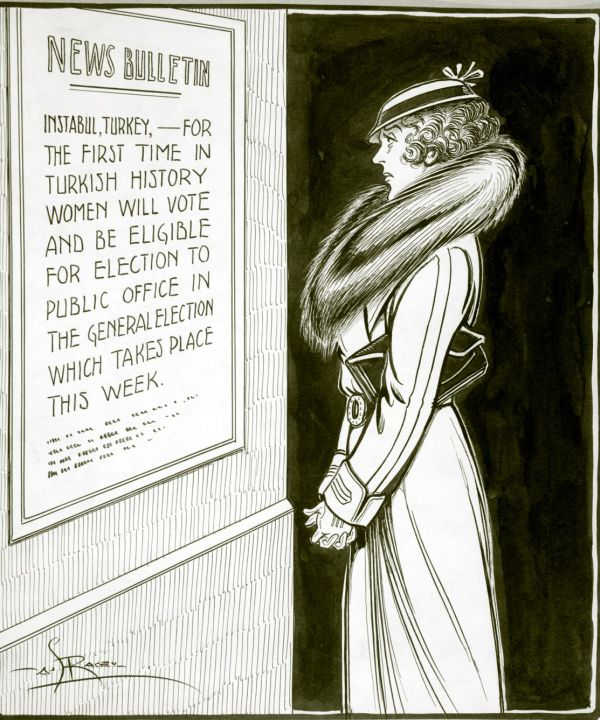
Caricatura política comentando sobre os direitos de voto das mulheres em Quebec

O sufrágio feminino no Canadá ocorreu em momentos diferentes em diferentes jurisdições para diferentes grupos demográficos de mulheres. O direito de voto das mulheres começou nas três províncias da pradaria. Em 1916, o sufrágio foi conquistado por mulheres em Manitoba, Saskatchewan e Alberta. O governo federal concedeu sufrágio limitado em tempo de guerra a algumas mulheres em 1917 e seguiu com sufrágio pleno em 1918, pelo menos, concedendo-o nas mesmas bases que os homens, ou seja, certas raças e status foram excluídos do voto nas eleições federais anteriores a 1960.
No final de 1922, todas as províncias canadenses, exceto Quebec, concederam sufrágio total às mulheres brancas e negras, mas as mulheres asiáticas e indígenas ainda não podiam votar. Em Terra Nova, na época um domínio separado, as mulheres ganharam o sufrágio em 1925 para mulheres não asiáticas e não indígenas. As mulheres em Quebec, que não eram asiáticas e nem indígenas, não ganharam o sufrágio total até 1940.
O sufrágio municipal foi obtido em 1884 para viúvas e solteironas proprietárias nas províncias de Quebec e Ontário; em 1886, na província de New Brunswick, a todas as mulheres proprietárias, exceto aquelas cujos maridos eram eleitores; na Nova Escócia, em 1886; e na Ilha do Príncipe Eduardo, em 1888, para viúvas e solteironas proprietárias.
Mulheres asiáticas (e homens) não receberam sufrágio até depois da Segunda Guerra Mundial em 1948, mulheres Inuit (e homens) não receberam sufrágio até 1950, e foi somente em 1960 que o sufrágio (nas eleições federais) foi estendido às mulheres das Primeiras Nações (e homens) sem exigir que eles desistam de seu status de tratado. Mulheres encarceradas (e homens) cumprindo penas com menos de dois anos de duração receberam o sufrágio em 1993, e mulheres encarceradas (e homens) cumprindo sentenças mais longas receberam o direito de voto em 2002.

### Regionais
- Baillargeon, Denyse. To be Equals in Our Own Country: Women and the Vote in Quebec (UBC Press, 2019).
- Brookfield, Tarah. Our Voices Must Be Heard: Women and the Vote in Ontario (UBC Press, 2018).
- Campbell, Gail G. "Canadian women's history: A view from Atlantic Canada." Acadiensis 20#1 (1990): 184-199. online
- Campbell, Lara. A Great Revolutionary Wave: Women and the Vote in British Columbia (UBC Press, 2020).
- Cavanaugh, Catherine, and Randi Warne, eds. Standing on new ground: Women in Alberta (University of Alberta, 1993).
- Cleverdon, Catherine L. The Woman Suffrage Movement in Canada (2nd ed. U of Toronto Press, 1974) full text online; chapters on each province
- Conrad, Margaret. "Addressing the democratic deficit: Women and political culture in Atlantic Canada." Atlantis: Critical Studies in Gender, Culture & Social Justice 27.2 (2003): 82-89. online
- D’Augerot-Arend, Sylvie. "Why So Late? Cultural and Institutional Factors in the Granting of Quebec and French Women's Political Rights." Journal of Canadian Studies 26.1 (1991): 138-165.
- Duley, Margot I. Where once our mothers stood we stand: women's suffrage in Newfoundland, 1890-1925 (Gynergy, 1993).
- Fine-Meyer, Rose. "'A Reward For Working in the Fields and Factories:' Canadian Women's Suffrage Movement as Portrayed In Ontario Texts." Canadian Issues (Fall 2016): 42-47.
- Gosselin, Cheryl. "Remaking Waves: The Québec Women’s Movement in the 1950s and 1960s." Canadian Woman Studies 25.3 (2006) online.
- Gutkin, Harry, and Mildred Gutkin. "'Give us our due!' How Manitoba women won the vote." Manitoba History 32 (1996): 12-25.
- Hale, Linda Louise. "The British Columbia woman suffrage movement, 1890-1917" (PhD dissertation, University of British Columbia, 1977) online.
- Holt, Faye Reineberg. "Women's Suffrage in Alberta." Alberta History 39.4 (1991): 25-31.
- MacDonald, Heidi. "Women’s Suffrage and Confederation." Acadiensis 46.1 (2017): 163-176. online
- McGrath, Ann, and Winona Stevenson. "Gender, race, and policy: Aboriginal women and the state in Canada and Australia." Labour/Le Travail (1996): 37-53. online
- Mahood, Sally. The Women's Suffrage Movement in Canada and Saskatchewan (1971).
- Powell, Sheila. "The opposition to woman suffrage in Ontario, 1872 to 1917." (PhD dissertation, Carleton University, 1987) online.
- Richard, Mallory Allyson. “Exploring the ‘Thirteenth’ Reason for Suffrage: Enfranchising ‘Mothers of the British Race’ on the Canadian Prairies.” in Finding Directions West: Readings That Locate and Dislocate Western Canada’s Past, edited by George Colpitts and Heather Devine, (U of Calgary Press, 2017), pp. 111–132. online
- Risk, Shannon M. "To Be Equals in Our Own Country: Women and the Vote in Quebec." American Review of Canadian Studies 49.3 (2019): 472-478.